# Uroconger drachi
Uroconger drachi és una espècie de peix marí pertanyent a la família dels còngrids i a l'ordre dels anguil·liformes.

## Descripció
Fa 41,5 cm de llargària màxima.

## Alimentació
El seu nivell tròfic és de 3,86.

## Hàbitat i distribució geogràfica
És un peix marí, demersal (a partir dels 120 m de fondària) i de clima tropical, el qual viu a l'Atlàntic oriental: davant les costes de Pointe-Noire (la República del Congo).

## Observacions
És inofensiu per als humans i el seu índex de vulnerabilitat és de baix a moderat (34 de 100).